# 2022年伊朗反削减粮食补贴示威
2022年伊朗反削减粮食补贴示威（波斯語：اعتراضات ۱۴۰۱ ایران）是指當局削減小麥等在內的主要糧食補貼，而引致當地各地出現示威活動。

## 背景

### 政策
是次示威活動是由政府削減對進口小麥的補貼所引發，該措施導致各種以麵粉為主的主食價格上漲高達300%。繼削減進口小麥補貼後，政府於5月13日突然削減其他主要糧食的補貼，令食油、雞肉、蛋及牛奶等的價格暴升三倍，導致不少民眾搶掠糧食。
《紐約時報》引述一份來自當地議會研究中心的報告，指數十年的腐敗、管理不善和民粹主義的經濟政策，致當地貨幣自由落體式下跌，跌至跌至300,000里亞爾兌美元的低點，另外亦累積近210億美元的預算赤字。此外，當地通貨膨脹飆升至近40%，為1994年以來的最高水平。同時，青年失業率也居高不下。根據伊朗統計中心的數據，大約30%的伊朗家庭生活在貧困線以下。

### 2022年俄羅斯入侵烏克蘭
自俄羅斯於2月下旬入侵烏克蘭，聯合國警告稱，全球將會面對糧價飆升和糧食不安全的危機。而烏克蘭和俄羅斯提供了全球約30%的小麥和62%的葵花籽油。伊朗有一半的食用油是從烏克蘭進口，幾乎一半的小麥則來自俄羅斯。由於鄰國同樣面對相似處境，伊朗獲得高額補貼的麵包被走私到鄰國，有關偷運往伊拉克和阿富汗的數量激增 。伊朗農業部部長Seyyed Javad Sadatinejad將當地價格上漲歸咎於俄烏戰爭及其造成的全球糧食供應中斷，同時他指責走私者將供應的食品從伊朗境內運往鄰國 。

### 制裁
伊朗經濟受到美國嚴厲制裁，使其禁止石油銷售，以及承受進入全球金融市場的壓力。

## 過程
5月13日，示威者在阿瓦士、加茲溫、沙赫雷庫爾德和迪茲富勒等城市夜間走上街頭，高呼反對伊朗高級官員的口號。
早上，國營的伊朗伊斯蘭共和國通訊社報導指，在胡齊斯坦省西南部城市迪茲富勒共逮捕了15人，在南部科吉盧耶－博韋艾哈邁德省的亞蘇季市另有7人被捕。報導同時指，有200人聚集在另一個城市安迪梅什克，示威者向警察和消防員投擲石塊，導致一名消防員受傷，並指有300名示威者被安全部隊驅散、15人因「試圖在該市製造混亂」被捕。同時，其宣稱，到5月13日，所有地區的局勢都已經平靜下來。

## 反應
《紐約時報》引述駐華盛頓的伊朗問題數碼權利專家阿米爾·拉希迪（Amir Rashidi）表示，伊朗在發生抗議的六個省份中斷了互聯網連接，有時會完全關閉訪問，有時會減慢訪問速度或切換到國內內聯網。網絡監管組織NetBlocks表示，隨著政府為可能的騷亂做準備，伊朗各地均報告有互聯網中斷的情況。
為了減輕民眾負擔，當局承諾每個月向每名市民津貼14美元，應付通脹，又計劃在未來幾個月派發電子券，資助民眾購買補貼麵包。